# Чубаровщина
Чубаровщина — получившее широкую огласку жестокое групповое изнасилование, произошедшее 21 августа 1926 года в Ленинграде. Преступление получило название по месту совершения Чубарову переулку (ныне Транспортный переулок) на Лиговке.
Жертвой стала 20-летняя работница пуговичной фабрики комсомолка Любовь Белова (по другой версии Белякова), которая направлялась на Тамбовскую улицу к своей знакомой. В 10 часов вечера на пересечении Чубарова переулка и Предтеченской улицы на неё напали неизвестные, накинули тряпку на голову и изнасиловали в близлежащем сквере «Сан-Галли». Затем преступники решили «заработать» на жертве и, превратив её в сексуальную рабыню, продавали случайным людям по 20 копеек. По заявлению потерпевшей, за ночь с ней вступили в сексуальный контакт против её воли около 30 человек. Помимо известных милиции хулиганов, в изнасиловании приняли участие и прежде не замеченные в совершении правонарушений рабочие завода «Кооператор» (бывший Чугунолитейный и механический завод Ф. К. Сан-Галли).
Зачинщиком преступления стала подвыпившая компания во главе с Павлом Кочергиным, которым сначала девушка приглянулась, а затем они захотели с ней развлечься. В результате изнасилования девушке были нанесены побои, и ей пришлось лечиться от нервного срыва и гонореи. В 3 часа 40 минут пострадавшей удалось добраться до пункта милиции и сделать заявление. Правоохранители были подняты по тревоге, и около 10 часов утра большинство насильников уже давали показания.
Жестокое преступление вызвало широкую огласку. На заводах собрали около 60 тыс. подписей с требованием самой суровой кары для преступников. Судебное разбирательство началось 16 декабря. Хулиганов обвинили в бандитизме и подрыве «основ советского правопорядка» по статье 76 УК РСФСР (организация или участие в бандах, вооружённых шайках и организуемых бандами разбойных нападениях, ограблениях и налётах на советские и частные учреждения и отдельных граждан). Семерым участникам были вынесены смертные приговоры (двое из них были помилованы). Остальных 19 преступников сослали в Соловецкий лагерь. Братом обвиняемого оказался комсорг крупного ленинградского завода, который позже был осуждён за дачу ложных показаний в защиту своего родственника. Во время суда в адрес судей и свидетелей поступали угрозы, что ещё больше накаляло атмосферу вокруг суда. «Чубаровщина» стала нарицательным термином для обозначения групповых изнасилований из хулиганских побуждений. В прессе «Чубаровское дело» оценивалось как кульминация борьбы Советского государства с хулиганством.